# 李國祁
李國祁，（1926年12月12日—2016年5月18日）台灣歷史學家，德國漢堡大學博士。1949年至1973年任職於中研院近史所，為南港學派第二代學者。1996年從國立臺灣師範大學退休，2000年獲得國立臺灣師範大學歷史學系名譽教授。
研究專長為中國近現代史，著有：《中國早期的鐵路經營》、《張之洞的外交政策》、《中國現代化的區域研究－閩浙台地區》、《李鴻章的家世與人際關係》、《中山先生與德國》。

## 家庭
李國祁的妻子是地質學家王執明。

## 外部連結
- 中央研究院近代史研究所李國祁網頁 （页面存档备份，存于）
- 國立臺灣師範大學歷史學系李國祁網頁 （页面存档备份，存于）
- 重構台灣：當代民族主義的文化政治 (Page 287) （页面存档备份，存于）
- 李國祁先生紀念網頁更 （页面存档备份，存于）